# Horse & Hound
Horse & Hound (dt. „Pferd und Jagdhund“) ist das älteste Reitsportmagazin Großbritanniens. Es ist eine wöchentlich (donnerstags) erscheinende Zeitschrift, die erstmals im Jahr 1884 veröffentlicht wurde. Die Zeitschrift hat ihren Sitz im Blue Fin Building im Zentrum von London.
Das Magazin enthält Branchen-Nachrichten, Berichte von Reitturnieren, Veterinärtipps und Verkaufsseiten. Auch die in Großbritannien sehr beliebte Fuchsjagd ist immer ein wichtiges Thema, genauso wie die Vielseitigkeit, Dressur, Springen, Pferderennen, Fahrsport und Distanzreiten. Auch von den wichtigsten jährlichen Reitturnieren wie Badminton Horse Trials, Burghley Horse Trials, der Horse of the Year Show und der Olympia London International Horse Show berichtet das Magazin.
John Lawrence schrieb von 1959 bis 1988 die Audax Kolumne in der Zeitschrift. Ein regelmäßiger Horse & Hound-Kolumnist ist der Dressurreiter Richard Davison.

## Öffentlichkeit
Horse & Hound wurde der weltweiten Öffentlichkeit bekannt, nachdem es 1999 in dem Film Notting Hill gezeigt wurde.